# Mesnières-en-Bray
Mesnières-en-Bray – miejscowość i gmina we Francji, w regionie Normandia, w departamencie Sekwana Nadmorska.
Według danych na rok 1990 gminę zamieszkiwało 609 osób, a gęstość zaludnienia wynosiła 40 osób/km² (wśród 1421 gmin Górnej Normandii Mesnières-en-Bray plasuje się na 387. miejscu pod względem liczby ludności, natomiast pod względem powierzchni na miejscu 132.).